# Allum River
Der Allum River ist ein kleiner Fluss im Osten des australischen Bundesstaates New South Wales. 
Er entspringt im Südwesten des Nattai-Nationalparks, fließt nach Nordosten und mündet in den Nattai River.
Der Fluss verläuft vollständig im unbesiedelten Nationalpark und ist nicht durch Straßen erschlossen.